# 巴卡西半島
5°0′0″N 8°25′0″E / 5.00000°N 8.41667°E

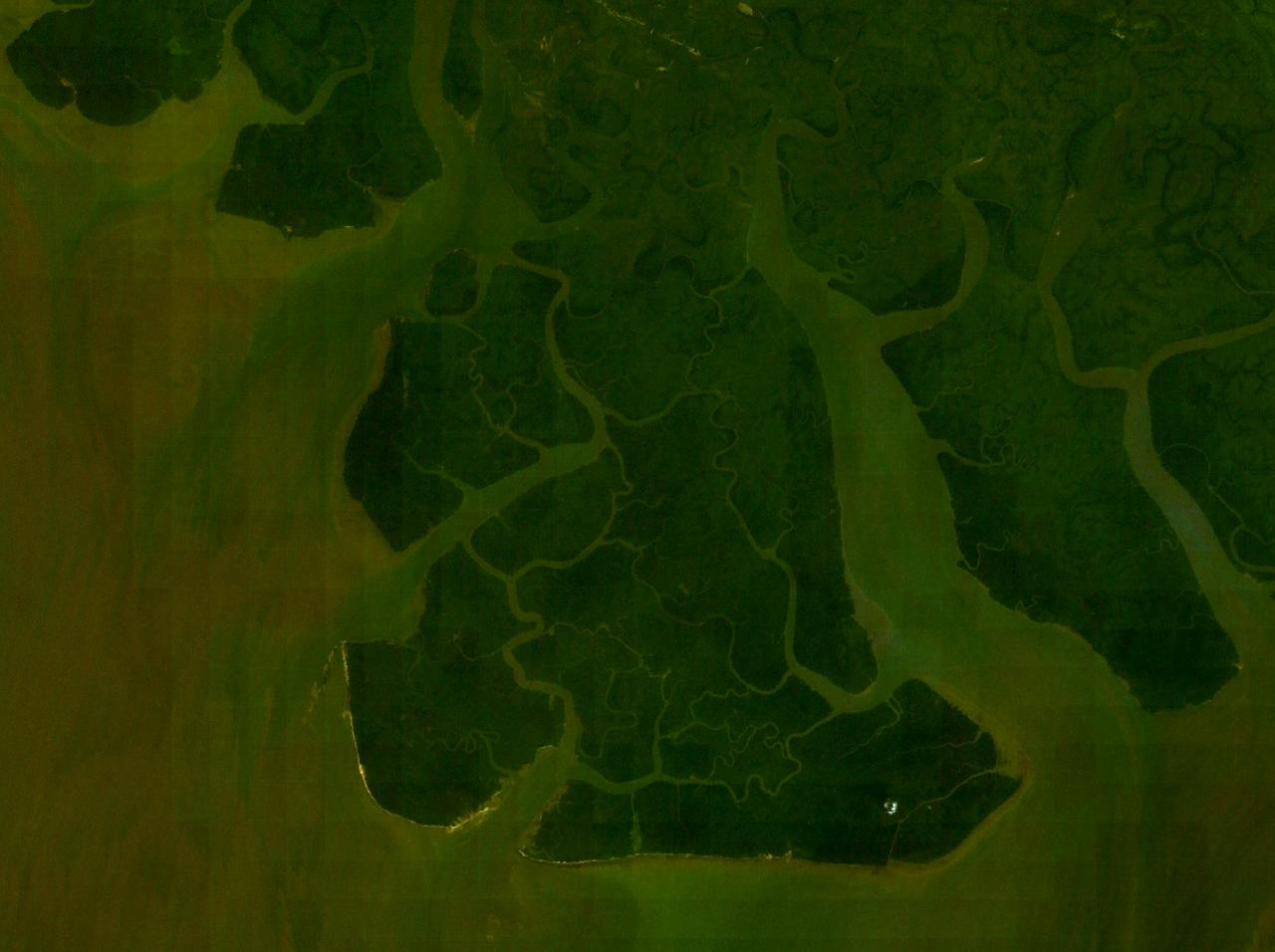
巴卡西半岛卫星图

巴卡西半岛（Bakassi）位于西非几内亚湾海岸，人口约15万～30万，面积约665平方公里，尼日利亚与喀麦隆曾經互爭此地主權。
1990年代尼日利亚军佔领巴卡西半岛，随后两国之间的边界线（包括巴卡西半岛的主权问题）交由国际法院决定。2002年10月10日国际法院作出裁决，表示喀麦隆对巴卡西半岛等地区拥有主权。2006年7月1日，尼日利亚从巴卡西半岛正式撤军。2008年8月14日，尼日利亚举行主权交接仪式，正式将巴卡西半岛主权交还给喀麦隆。